# Адам Козловецький
Кардинал Адам Козловецький (пол. Adam Kozłowiecki; 1 квітня 1911, Гута-Коморовська — 28 вересня 2007, Лусака) — польський римо-католицький священик, єзуїт, місіонер, архиєпископ Лусакський у 1959—1969 роках, кардинал з 1998 року.

## Життєпис
Син Адама та Марії з Янохів із родини Козловецьких гербу Остоя. У 1921—1925 рр. відвідував відомий відділ науки та освіти св. Йозефа в Хирові, яким керували єзуїти. Потім навчався у державній молодшій школі Марії Магдалини в Познані (1926—1929), де склав іспит на закінчення середньої школи. 30 липня 1929 року Адам Козловецький вступив до ордену єзуїтів (SJ), зробив новіціат у Старій Весі, потім навчався на філософському факультеті у Кракові (1931—1932) та на богословському факультеті в Любліні (1933—1937). Висвячений на священика єпископом Каролем Немірою 24 червня 1937 року в Любліні, і склав урочисті обіти 15 серпня 1945 року в Римі. У 1933—1934 роках працював педагогом молоді у науково-виховному закладі отців єзуїтів у Хирові.
10 листопада 1939 р. арештований гестапо. Спочатку ув'язнений у Кракові, потім поблизу Бохні, у червні 1940 р. його відправили до німецького концтабору Освенцим, а у грудні 1940 р. до табору Дахау, де перебував до 29 квітня 1945 року, коли американські війська визволили Дахау. Після короткого перебування в Римі поїхав за власним бажанням на місію єзуїтів у Північну Родезію (пізніше Замбія). Організував чернечий дім та заклад католицької освіти в регіоні Касісі. З 1950 р. Козловецький був апостольським адміністратором апостольського вікаріату Лусака. Висвячений на єпископа 11 вересня 1955 року архієпископом Джеймсом Ноксом. У квітні 1959 р. став першим архиєпископом Лусакської митрополії. У 1966 р. його обрали першим головою Замбійської єпископської конференції.
Адам Козловецький брав участь у засіданнях ІІ Ватиканського Собору, а також у засіданнях Всесвітнього Синоду Єпископів у Ватикані. У травні 1969 року за власним проханням його звільнили від обов'язків архієпископа Лусаки; таким чином даючи можливість висунути замбійського священика Еммануеля Мілінго. Як архієпископ у відставці він повернувся до місіонерської роботи, був душпастирем і вікарієм в парафіях Замбії. Також був членом Конгрегації євангелізації народів (1970—1991).
Публікував статті у краківському «Tygodnik Powszechny» та кельнському журналі «Die Katholische Missionen»; оголошував пастирські листи та в 1967 році опублікував спогади «Утиск та страждання. Щоденник в'язня 1939—1945 років» (пол. Ucisk i utrapienie. Pamiętnik więźnia 1939—1945) та в 1998 році «Моя Африка. Моє Чингомбе» (1998).
Нагороджений Орденом За заслуги Республіки Польща та Замбійський орден свободи. У лютому 1998 року Іван Павло II підвищив його до кардинального статусу, присвоївши йому титул священика церкви Сант-Андреа-аль-Квірінале. На момент висунення кардинала архієпископу Козловецькому було 87 років, в зв'язку з чим не мав права брати участь у конклаві.
Він помер вранці 28 вересня 2007 року в лікарні в Лусаці. Похоронні церемонії відбулися 5 жовтня в столиці Замбії на площі Папи Римського.

## Праці
- «Утиск та страждання. Щоденник в'язня 1939—1945 років», Перше видання: Краків, 1967; Друге видання у двох томах: Краків 1995; Третє видання: Краків, 2008.
- «Листи з місіонерського фронту», збірку закінчив і підготував до друку Людвік Гжебієн С. І. («Серед людей Замбії», т. II), Краків, 1977.
- «Моя Африка. Моє Чингомбе. Історії місіонерів, описані в листах до друзів», Краків, 1998.